# Croton pavonianus
Espèce
Croton pavonianus est une espèce de plantes à fleurs du genre Croton et de la famille des Euphorbiaceae, présente à Porto Rico.
Il a pour synonyme :
- Croton tomentosus, Pav. ex Baill., 1861